# دختر سوم
دختر سوم (به انگلیسی: Third Girl)یک رمان جنایی است که توسط آگاتا کریستی و در سال ۱۹۶۶ منتشر شد
در این کتاب هرکول پوآرو نقش دارد.

## خلاصه داستان
در این داستان دختری به نام نرما با بازگشت پدرش از سفر آفریقا مواجه می‌شود که با زن دیگری ازدواج کرده‌است وی برای دور شدن از آن‌ها به لندن می‌رود به دو دختر هم‌اتاقی می‌شود بعد از آن برای مدت‌ها فکر می‌کند روانی است و قتل‌هایی را انجام می‌دهد که خودش متوجه نیست. ابتدا یک پیرزن را از ساختمان پرت می‌کند و بعد از آن لکه‌های خون روی چاقویش و پیدا کردن داروی مسموم‌کننده در کشویش همزمان با اینکه نامادریش مسموم می‌شود.
نرما با آریادنی اولیور،دوست پوآرو و نویسنده جنایی،آشنا شده و به پیشنهاد او به پوآرو مراجعه می کند.
پوآرو با کمک منشی اش یعنی خانم لمون و آریادنی اولیور،قاتل را پیدا می کند.